# Юлленшерна, Маргарета
Маргарета Юлленшерна (швед. Margareta Gyllenstierna, полное имя Margareta Gyllenstierna af Fogelvik; 1689—1740) — шведский политик, графиня.

## Биография
Родилась в 1689 году. Была дочерью Нильса Юлленшерны и его жены Анны Кристины Бьёрксунд (Anna Christina Gyllenstierna af Björksund), наследницей крупных поместий в Смоланде и Эстергётланде и дома в Стокгольме. У неё были две сестры: Сидония (1688—1701) и Шарлотта (1690—1695).
В 1710 году Маргарета вышла замуж за графа Арвида Горна. С ростом карьеры ее мужа она, как и другие жены политиков, стала интересной фигурой для иностранных дипломатов в качестве источника информации. В 1720—1730 годах пара Маргарета Юлленшерна и Арвид Горн играли в государстве такую же роль, как пара Магдалена Стенбок и Бенгт Оксеншерна в течение 1680—1690 годов, а также Карл Пипер и Кристина Пипер в 1700—1710 годах: супружеские пары, выступавшие в качестве коллег, имевших влияние на политическую жизнь государства.
Маргарета Юлленшерна фигурирует среди жён-политиков, которые были завербованы послом Charles Louis de Biaudos de Casteja в качестве французских агентов. Маргарета также вела переписку с политическим подтекстом с французской королевой Марией Лещинской и её матерью Катариной Опалинской, у которых были старые связи с Горном с момента их пребывания в Швеции.
Умерла 26 января 1740 года. У неё было пятеро детей: двое сыновей и три дочери.